# Thalleus levermos

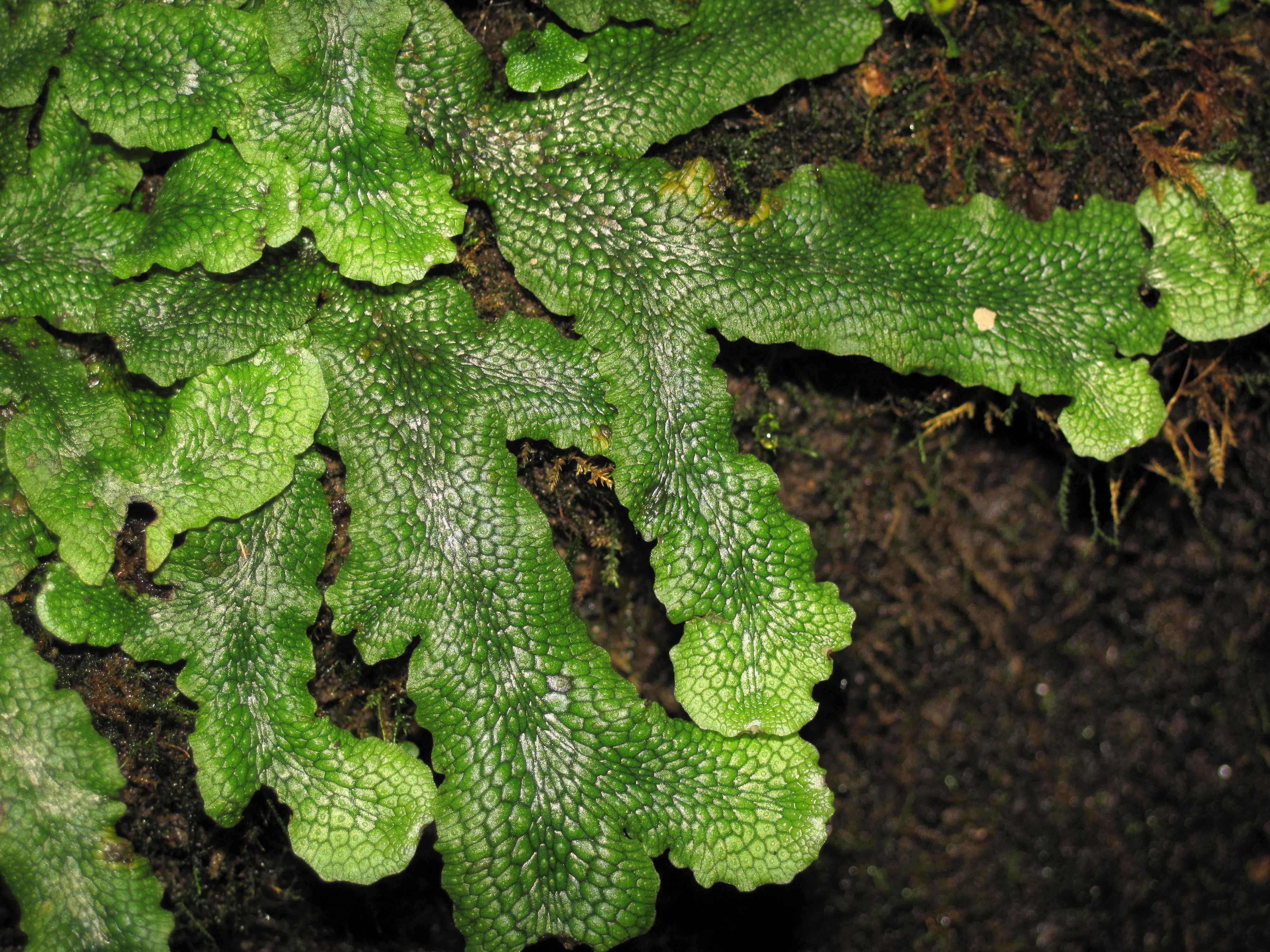
Kegelmos (Conocephalum conicum) met liggend thallus.

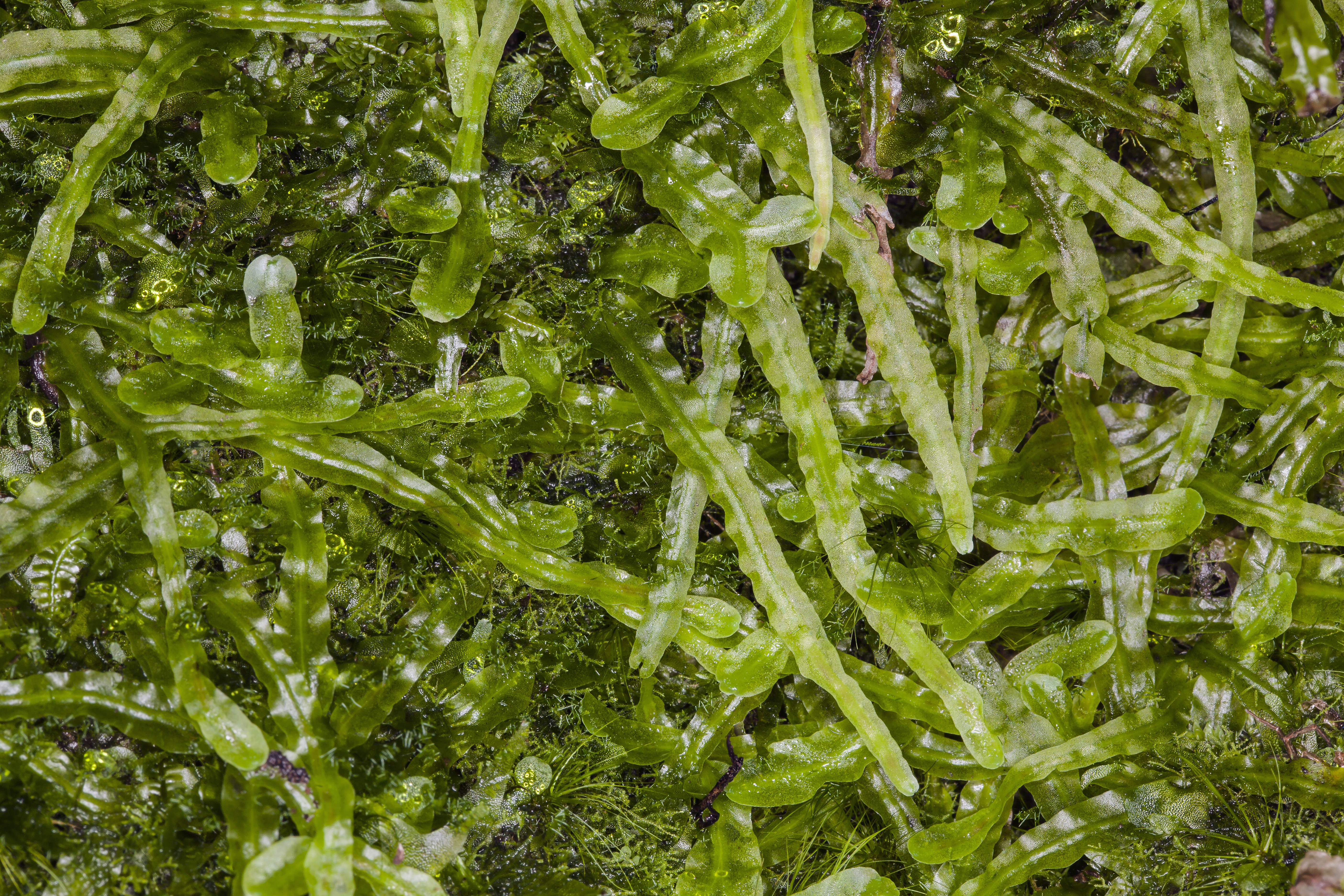
Een mat van elzenmos (Pallavicinia lyellii).

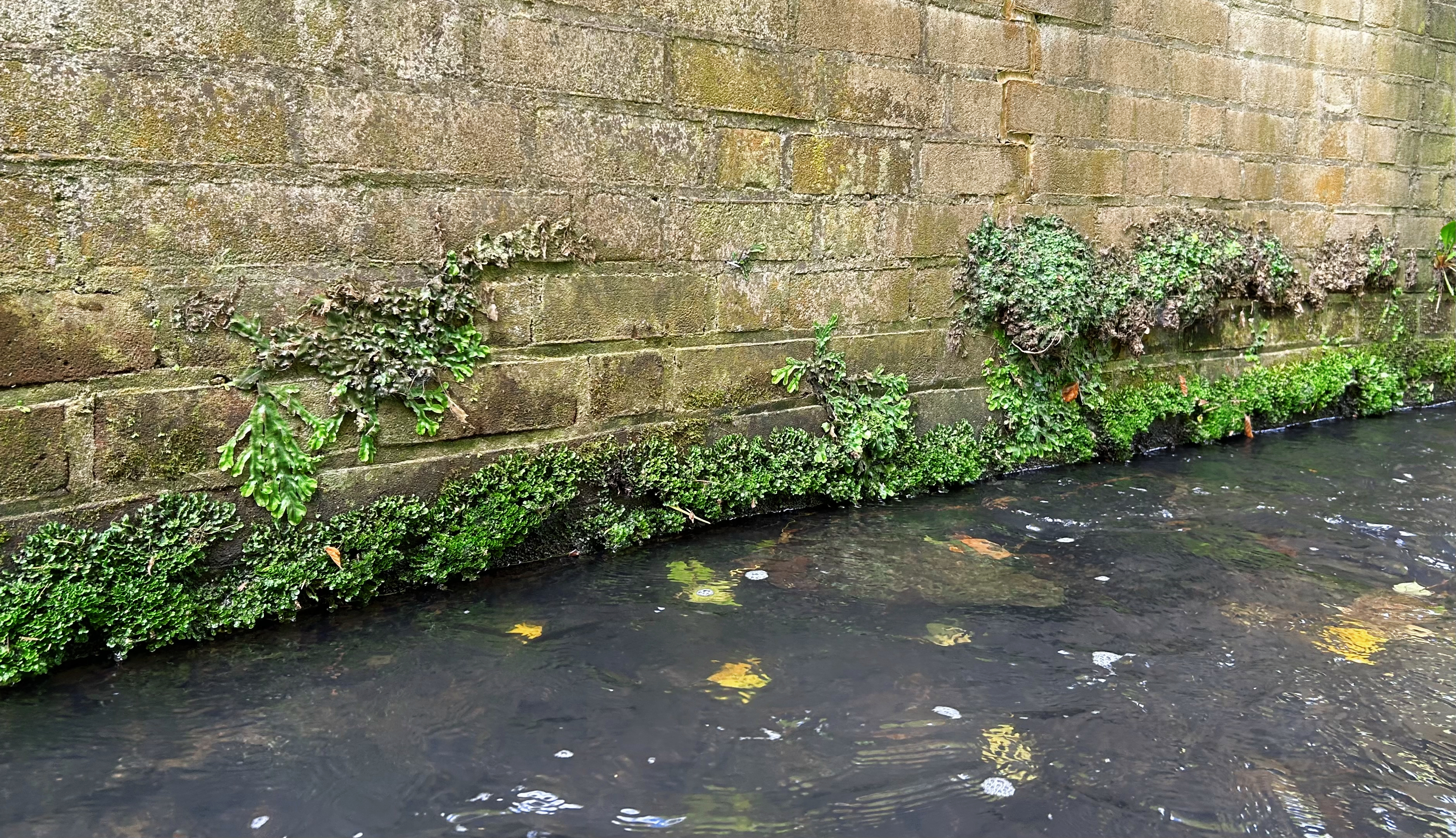
Muurvegetatie van de kegelmos-associatie, een sterk door thalleuze levermossoorten gedomineerd vegetatietype. Het aspect op de foto toont de voet van een waterkerende muur met codominantie van kegelmos en gekroesd plakkaatmos.

Thalleuze levermossen zijn levermossen waarvan het plantenlichaam een thallus is, en geen stengels en geen bladeren heeft zoals de folieuze levermossen. De bouw van deze stengel- en bladerloze levermossen wordt meestal als 'eenvoudig' beoordeeld. 

## Beschrijving
Het thallus bestaat vaak uit liggende dichotoom vertakte lobben. Het thallus heeft een onder- en een bovenkant (dorsale en ventrale zijde), terwijl de linker en de rechterkant ongeveer elkaars spiegelbeeld zijn. Er bevinden zich soms schubjes aan de onderzijde van het thallus. Veel thalleuze levermossen hebben bladachtige buikschubben aan de onderzijde van het thallus. 
Bij thalleuze levermossen deelt zich de topcel van het thallus zich in drie of in twee rijen, waarbij er een tweezijdige symmetrie ontstaat. Het liggende thallus kan eenvoudig zijn en opgebouwd uit gelijkvormige cellen, maar het kan ook ingewikkelder zijn met een gelaagde structuur met luchtkamers en huidmondjes. Op dwarsdoorsnede bestaan ze uit verscheidene cellagen. 
Sommige thalleuze levermossen hebben een gecompliceerde bouw, andere soorten hebben een homogene bouw. 
Parapluutjesmos is een veelvoorkomend levermos met een gecompliceerd thallus. Het groeit op de grond als een vlak onbebladerd thallus. Het thallus is complex: het bestaat uit verschillende celtypen en heeft luchtkamers met kenmerkende luchtopeningen. Een opgericht deel van het thallus vormt de parapluvormige sporangiofoor waar zich aan de onderzijde enkele sporangia bevinden.

Thalleuze levermossen
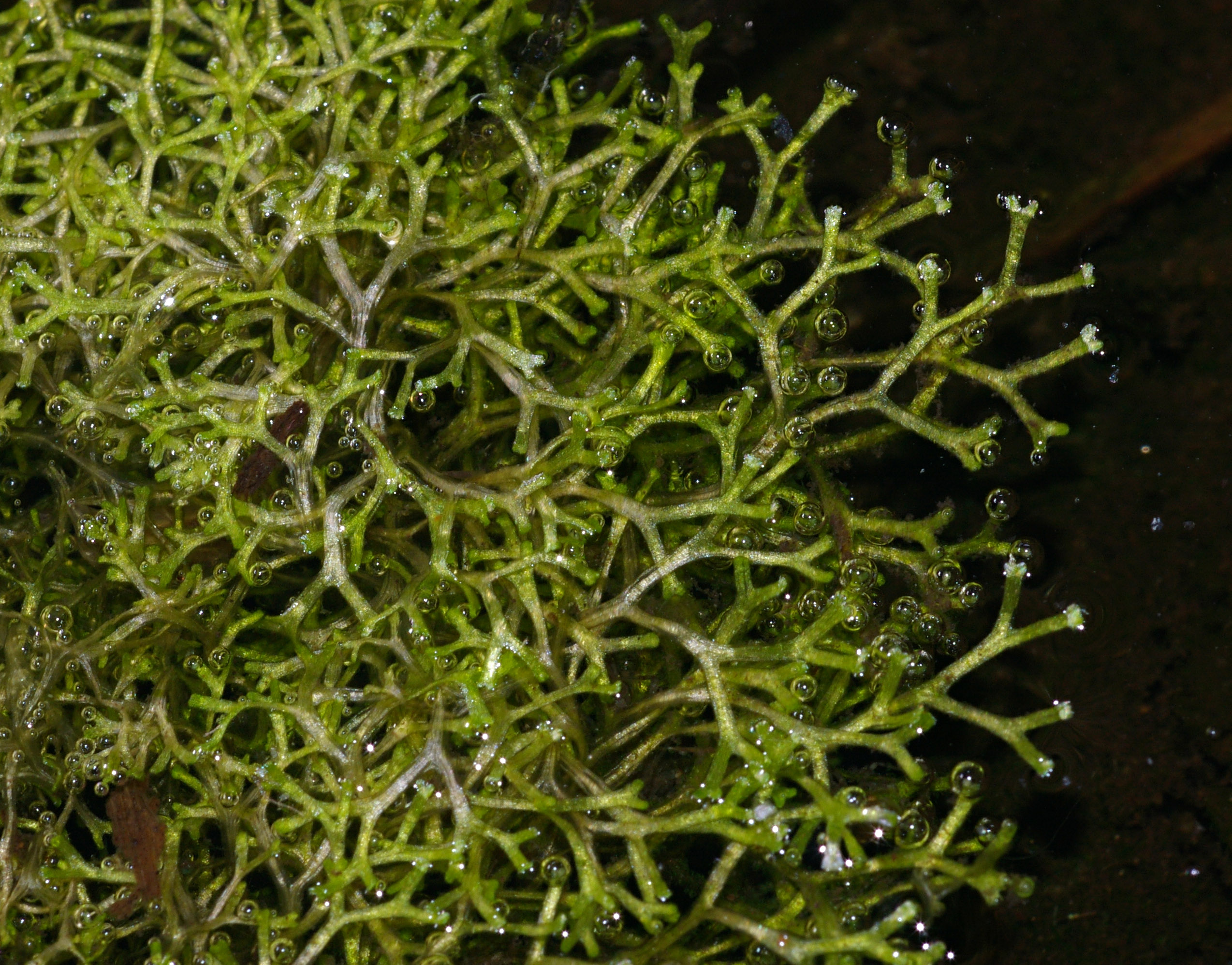
Gewoon watervorkje (Riccia fluitans), een thalleus levermos in het water
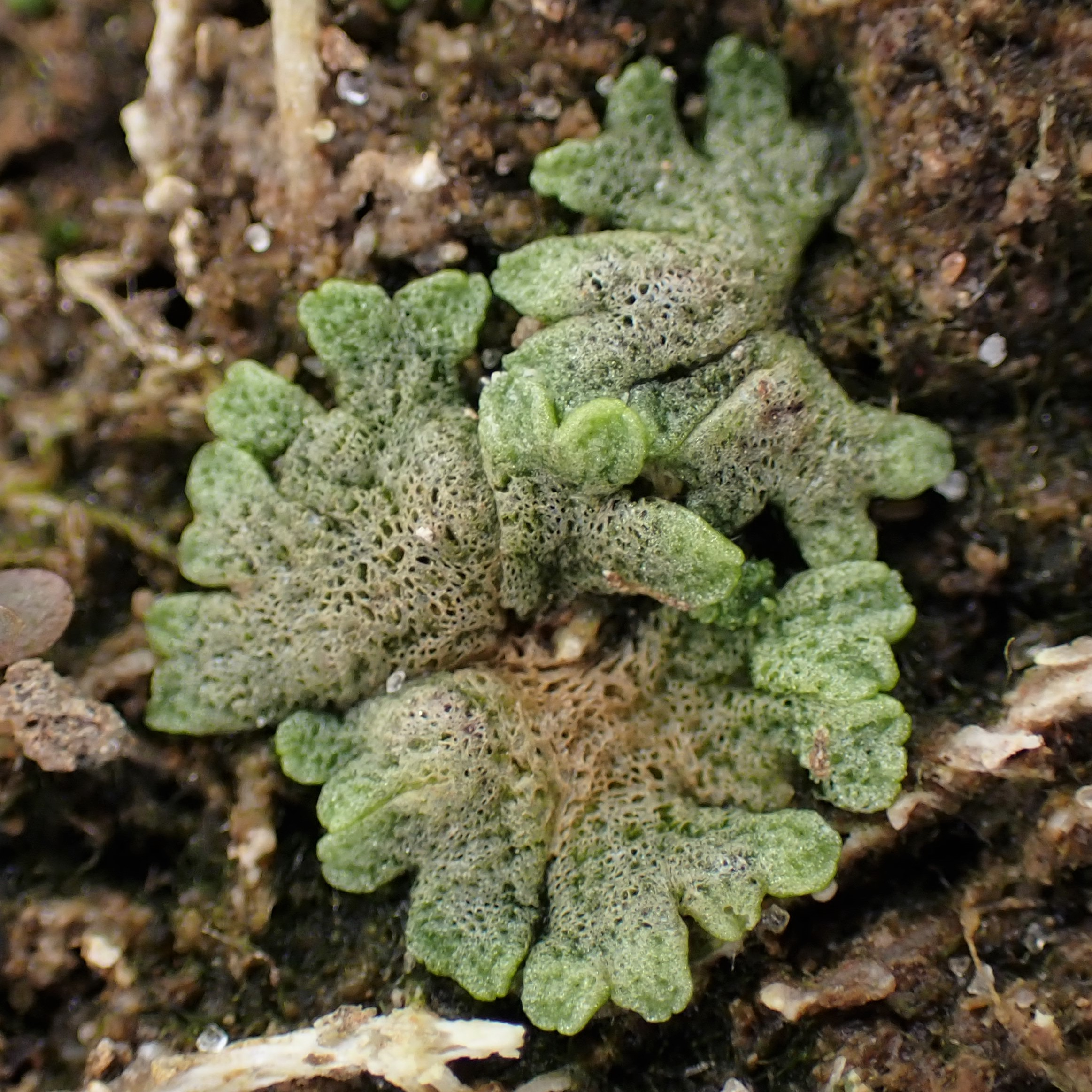
Sponswatervorkje (Riccia cavernosa)
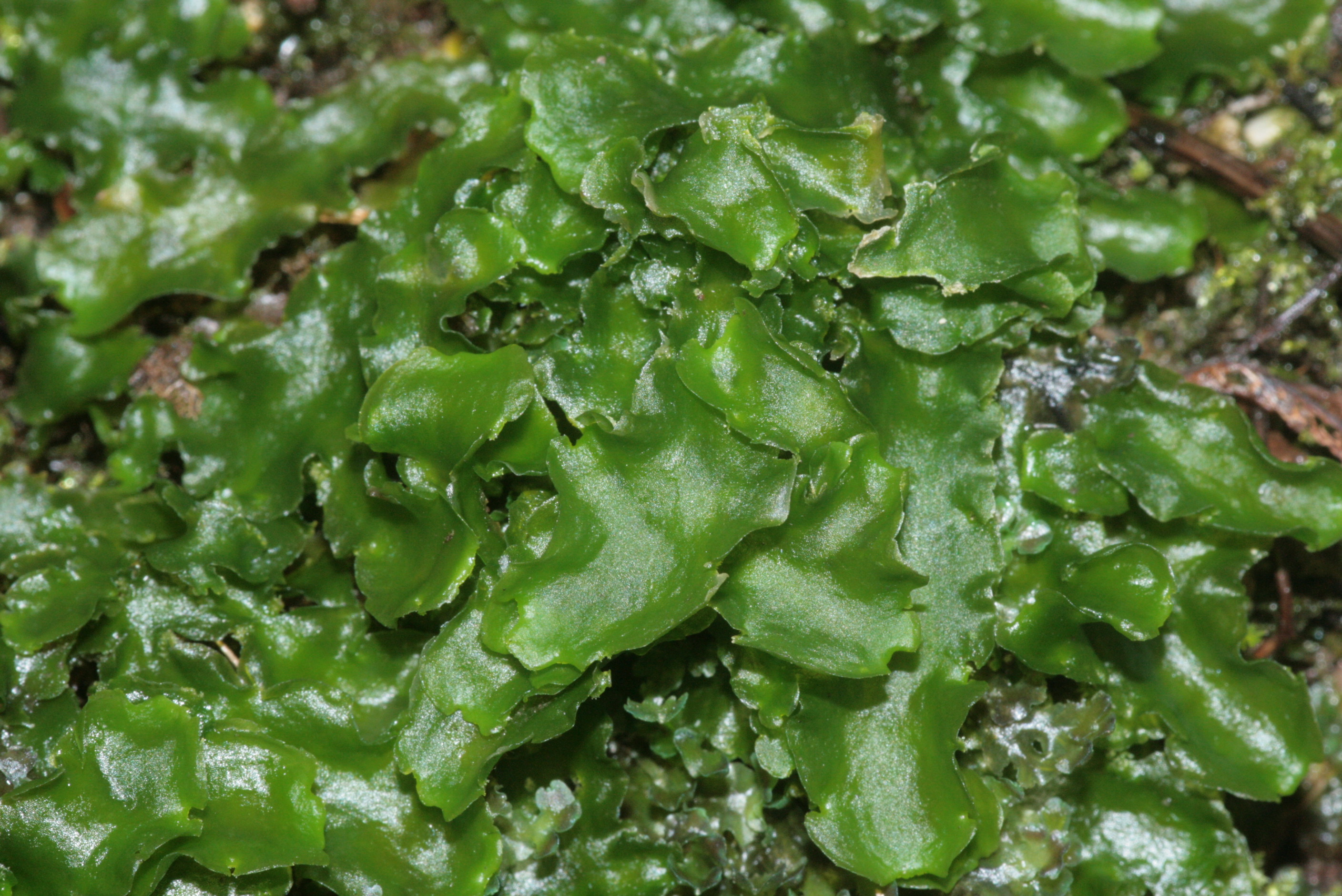
Echt vetmos (Aneura pinguis)

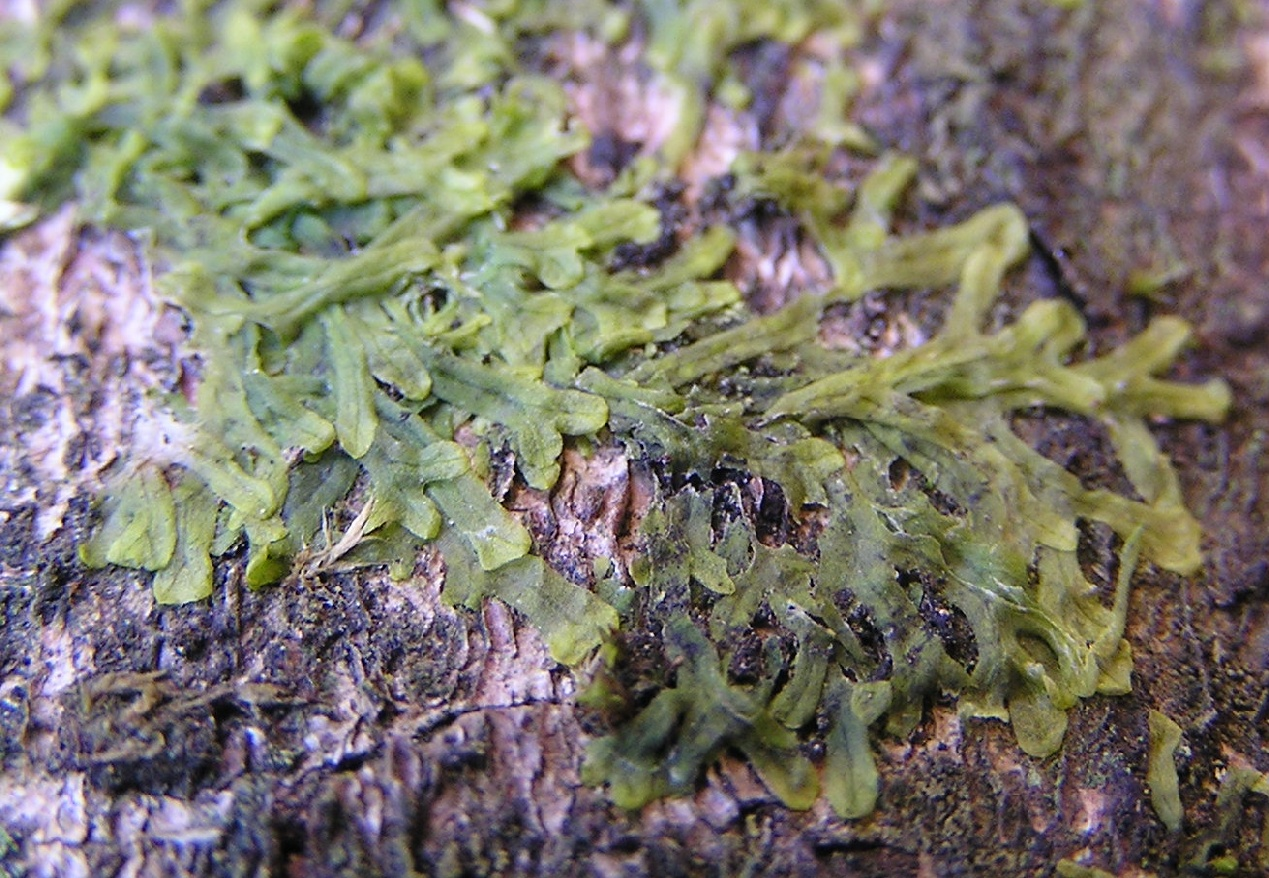
Bleek boomvorkje (Metzgeria furcata)
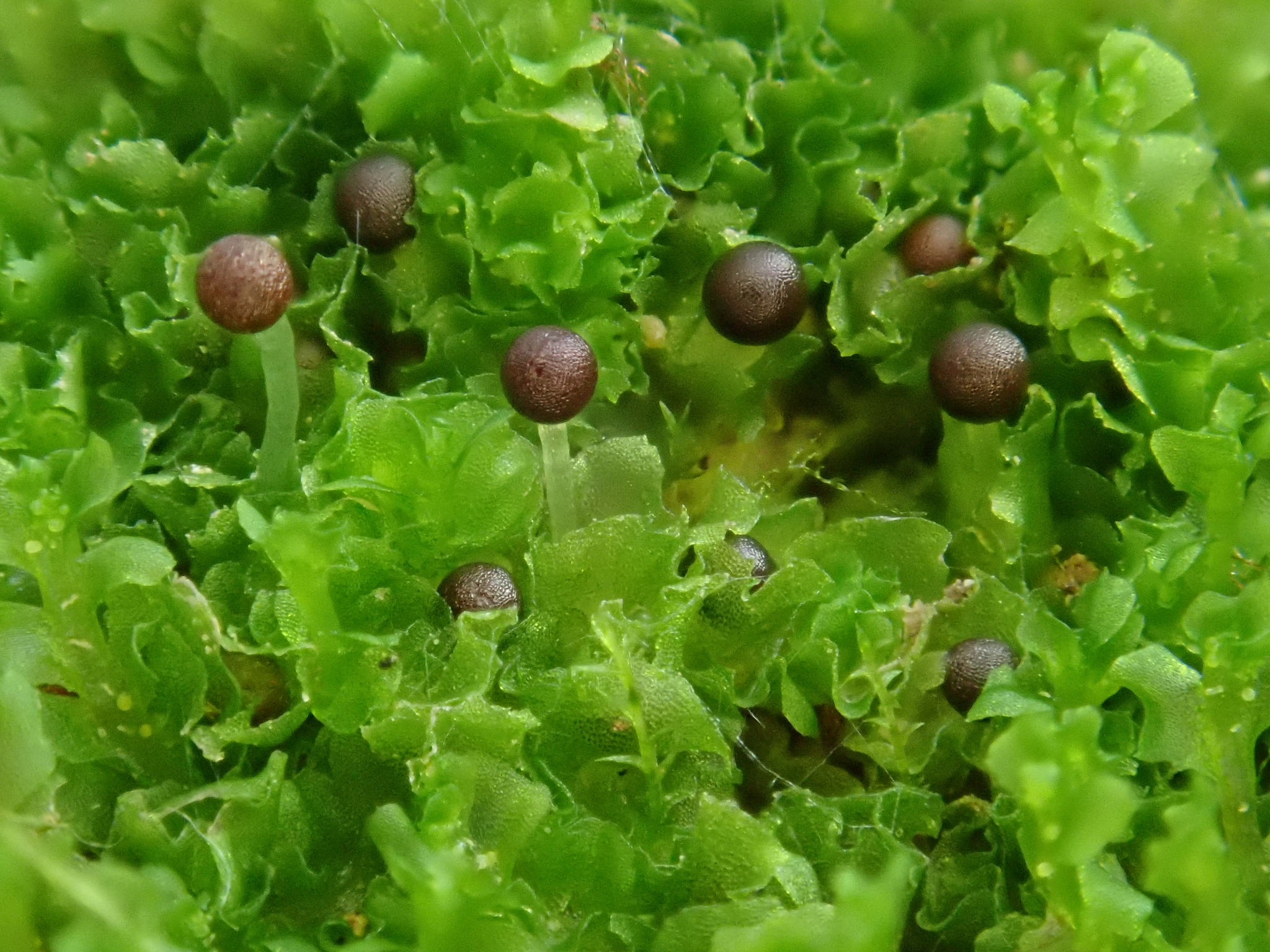
Gestekeld goudkorrelmos (Fossombronia wondraczekii), met kort gesteelde sporangia
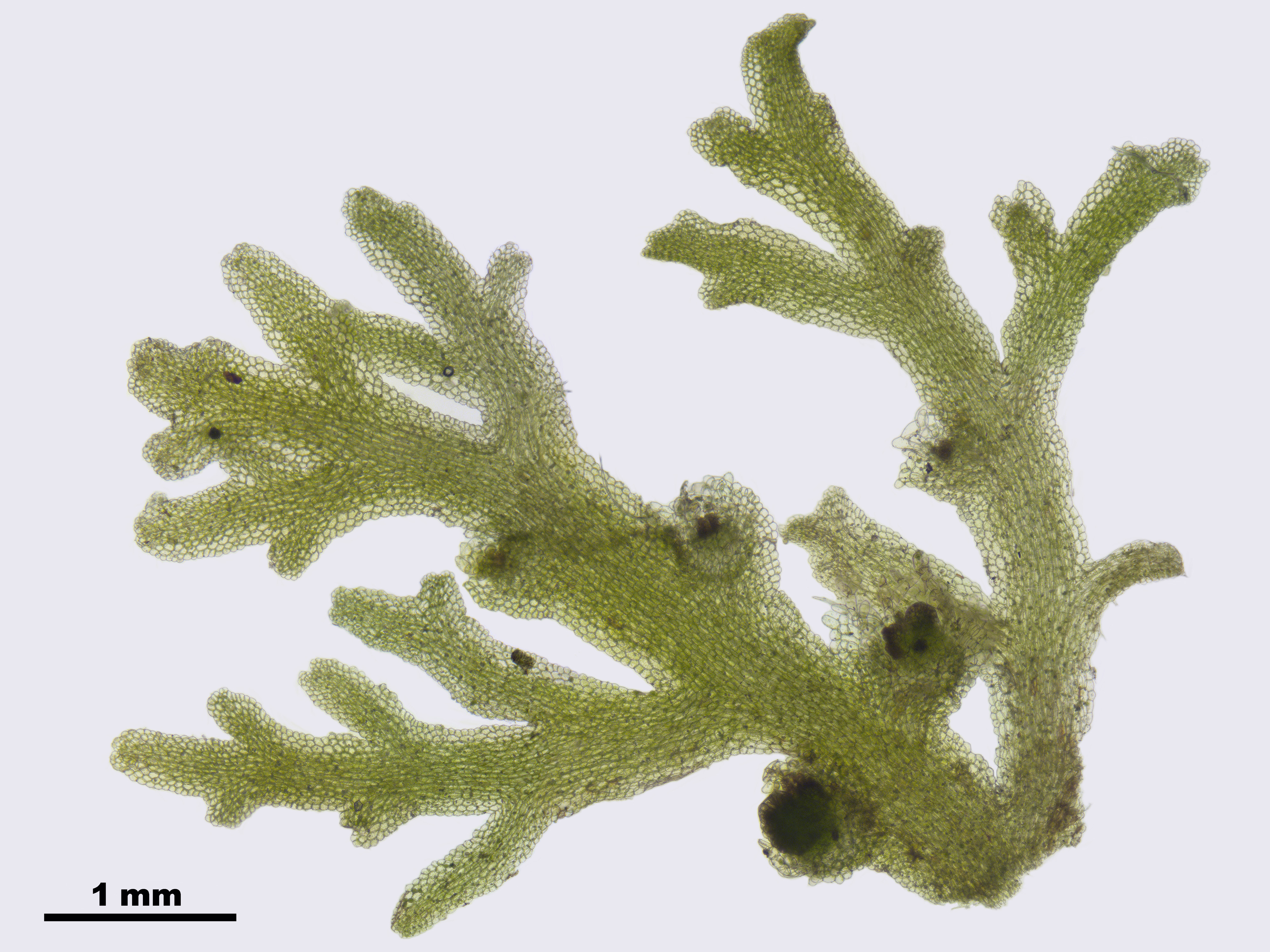
Riccardia multifida, plant met ingebedde sporangia

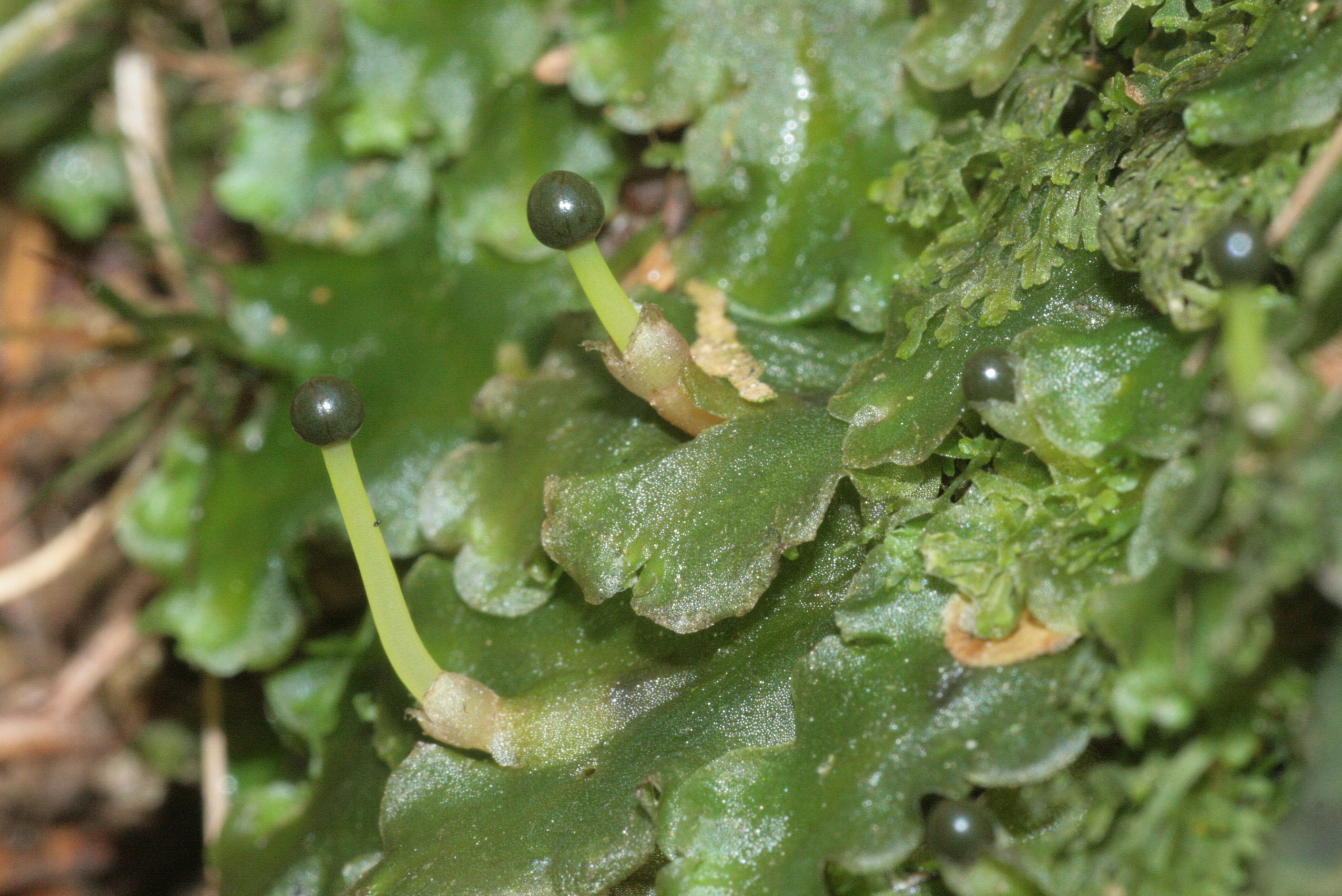
Gewoon plakkaatmos (Pellia epiphylla), met gesteelde sporangia
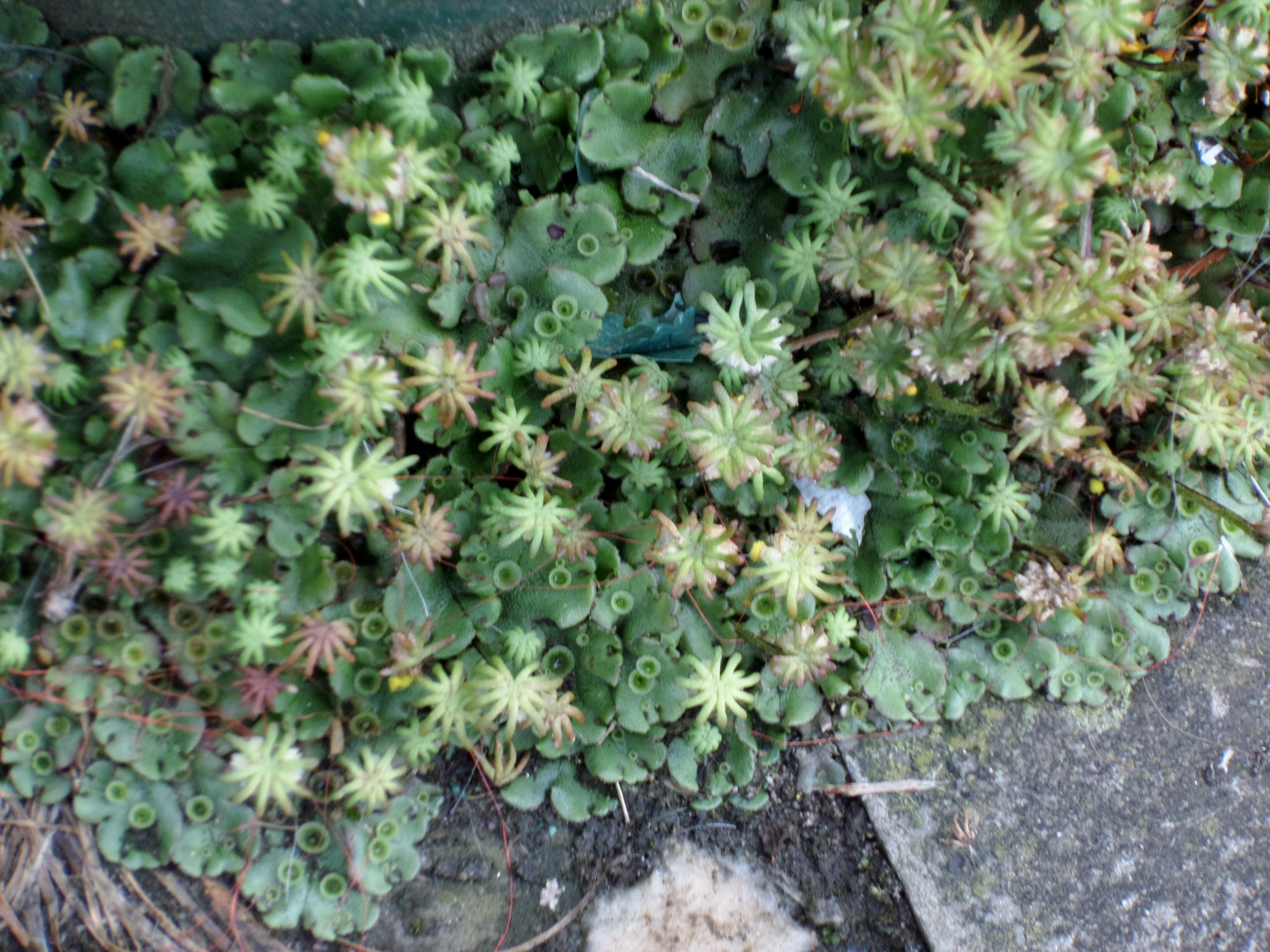
Parapluutjesmos (Marchantia polymorpha) met broedbekers en met sporangioforen

## Hauwmossen
De hauwmossen lijken uiterlijk op thalleuze levermossen, maar vormen een zelfstandige stam. Hun sporangia zijn groen, ongesteeld, hebben huidmondjes en verder ook anders gebouwd dan die van de levermossen.